# Friedhof Germersheim

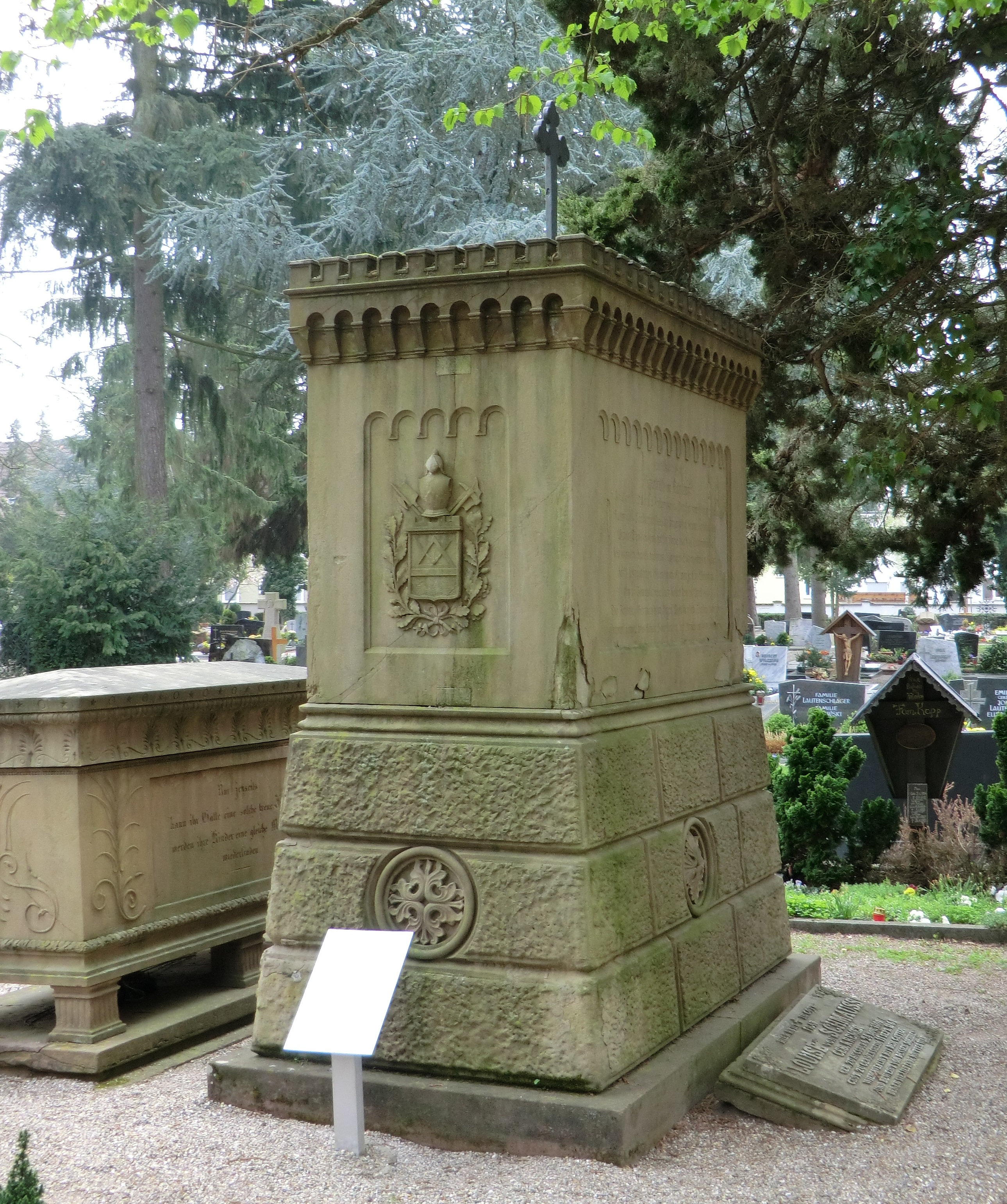
Grabmal des Friedrich von Schmauß (2012)

Der Friedhof Germersheim ist der Friedhof der Stadt Germersheim in Rheinland-Pfalz. Die Gräber der jüdischen Bevölkerung Germersheims befinden sich auf dem Jüdischen Friedhof in Rülzheim.

## Lage
Die Anlage befindet sich heute innerorts in der August-Keiler-Straße, gegenüber der Richard-von-Weizsäcker-Realschule. Der Friedhof wird im Südwesten von der Hans-Mayer-Straße und im Osten von der Straße Am Vogelpark begrenzt. Er liegt am Bornpfuhl und an der S-Bahn-Linie Germersheim–Bruchsal entlang des Rheins.

## Geschichte und Besonderheiten

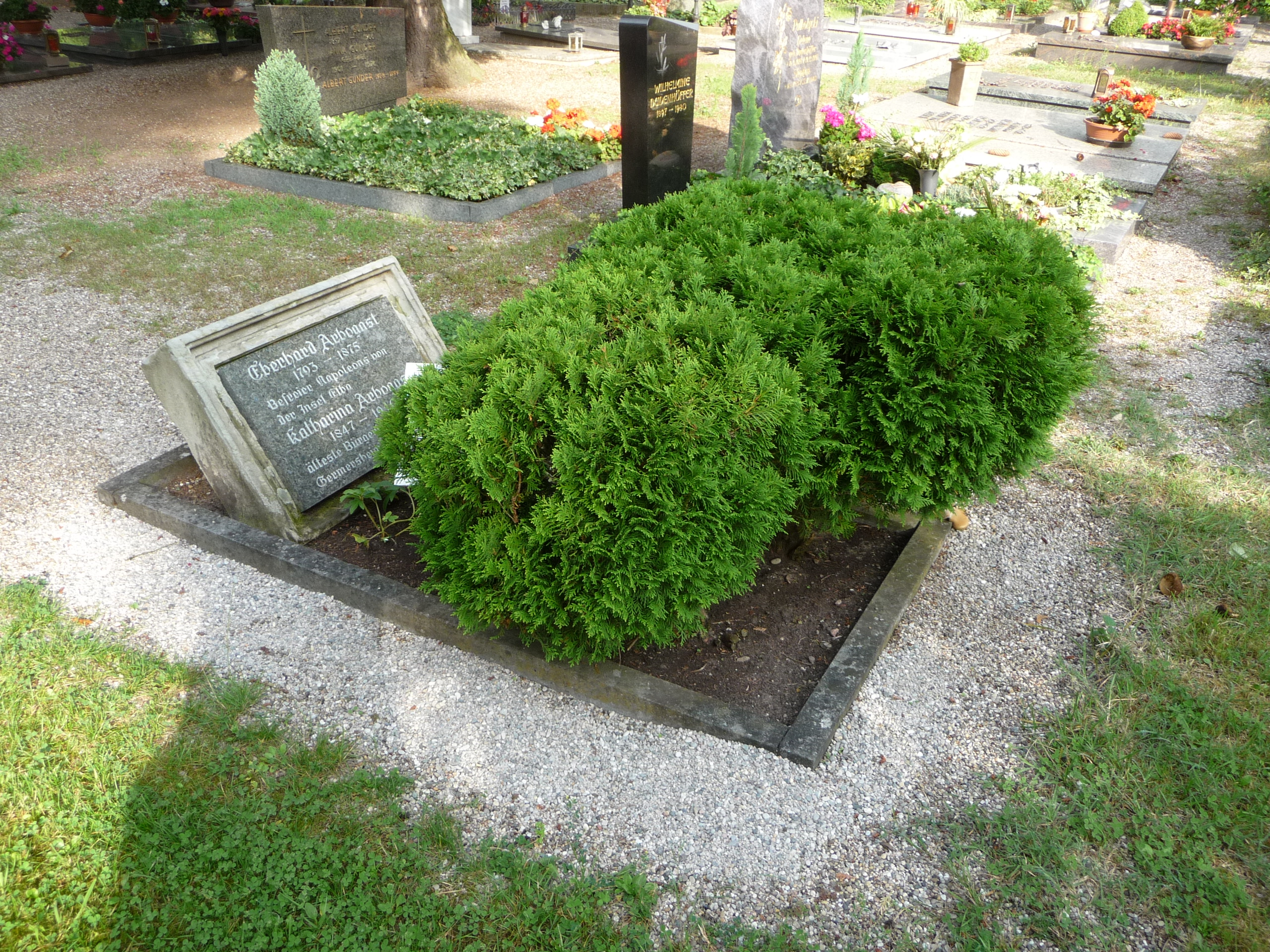
Grab des Eberhard Arbogast (2011)

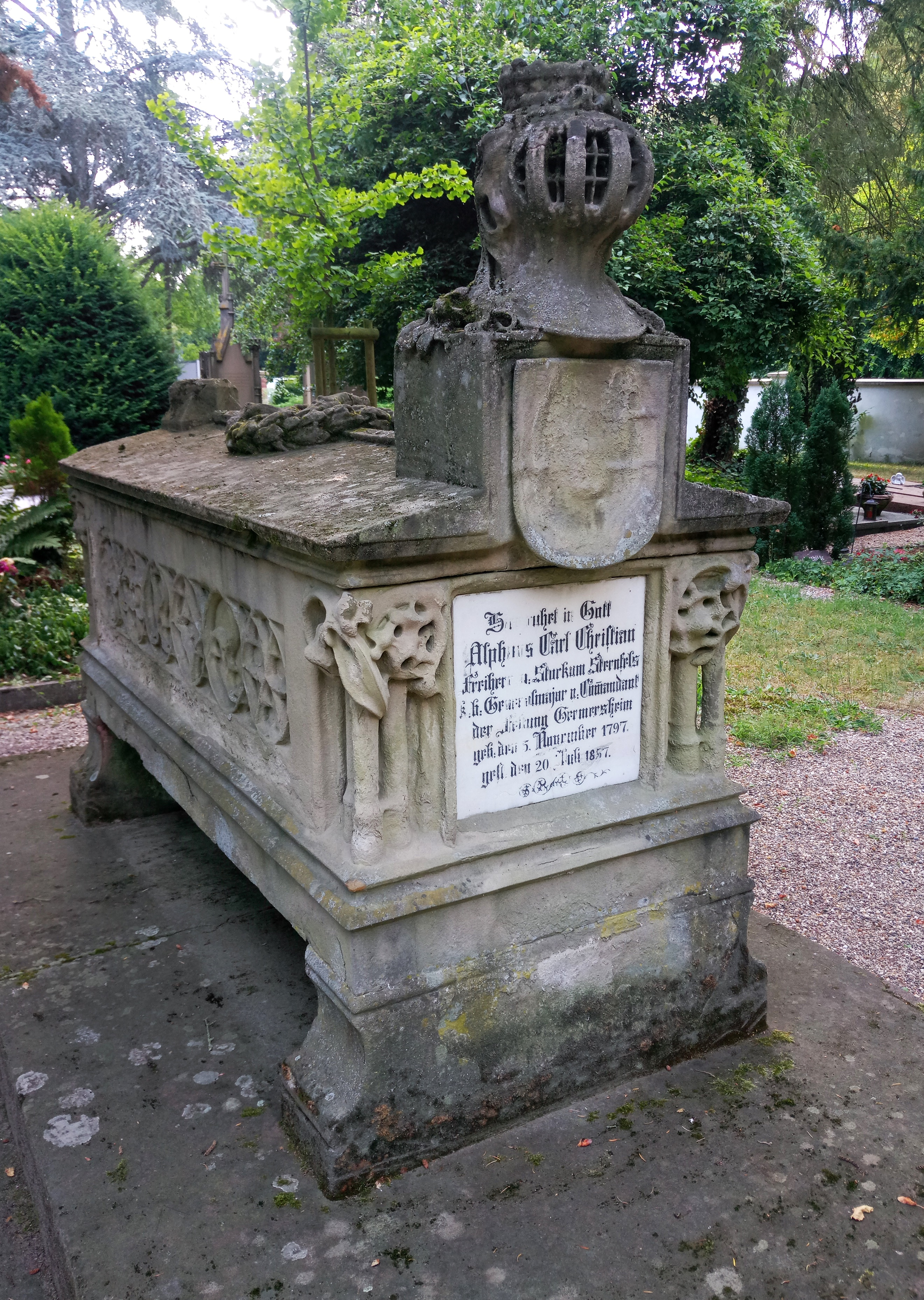
Tumba-Grab des Generalmajors Alphons von Stockum-Sternfels (2018)

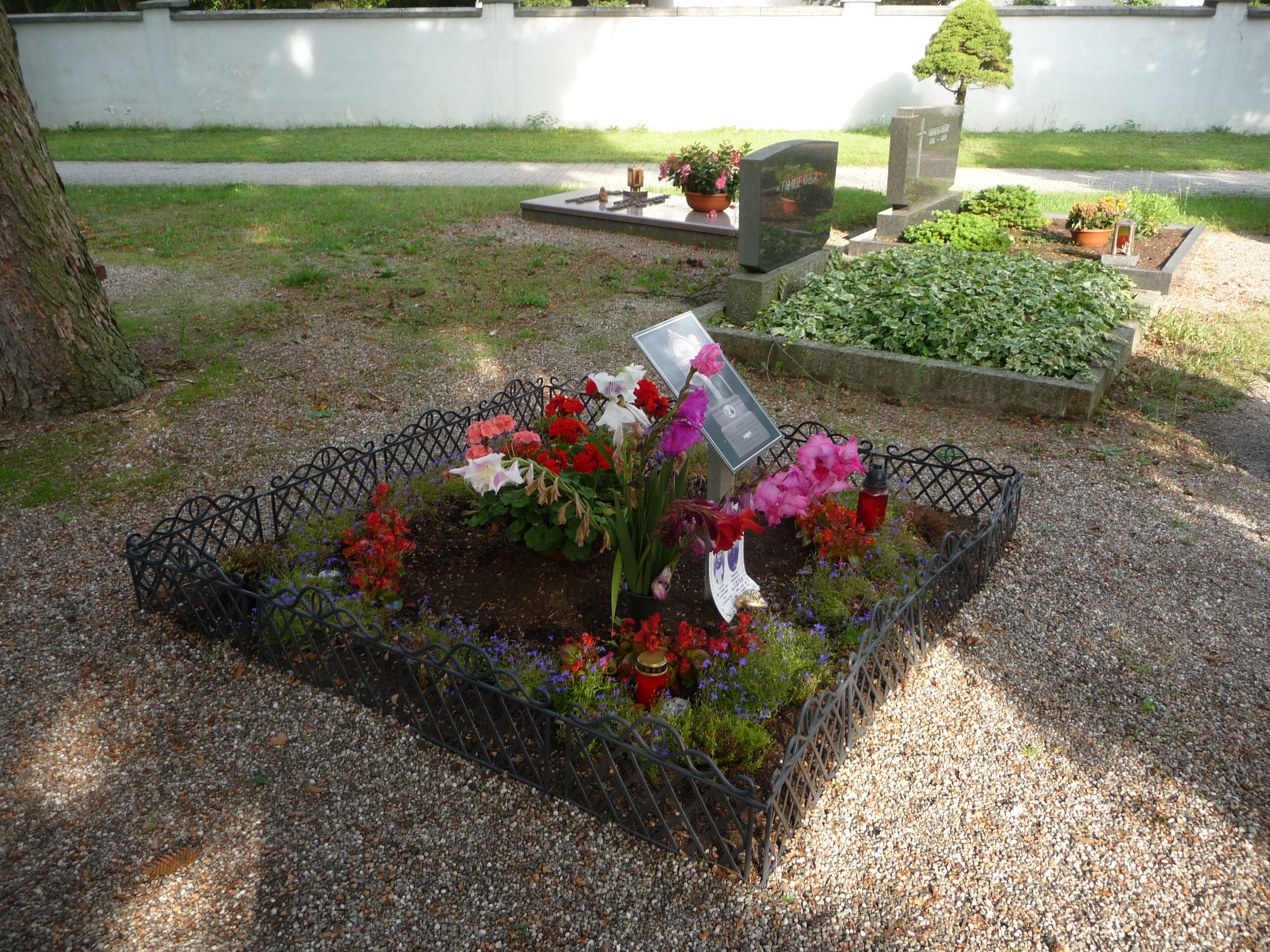
Das Grab der Liebenden (2011)

Um 1480 befand sich der Friedhof vermutlich in der Mittelgasse, bis 1771 an der katholischen Kirche St. Jakobus und wurde anschließend außerhalb der Stadt angelegt. 1834 erwarb die Stadt das heutige Friedhofsgelände. 1935 wurde die erste Leichenhalle fertiggestellt, die im Zweiten Weltkrieg zerstört, aber sogleich wieder neu errichtet wurde. 1971 erfolgte die Einweihung der neuen Friedhofshalle und ein Jahr später der Abriss des Vorgängerbaus.
In der Anlage stehen zahlreiche exotische Bäume.

### Bedeutende Gräber und Denkmäler
Auf dem Friedhof befinden sich einige geschichtlich bedeutsame Gräber, sowie Gräber weiterer für Germersheim wichtiger Persönlichkeiten (nach Geburtsjahr geordnet):
- Franz Freiherr von Podewils (1779–1842), Oberst und Kommandant der Stadt Germersheim
- Friedrich von Schmauß (1792–1846), Festungsdirektor
- Eberhard Arbogast (1793–1875), einer der Befreier Napoléon Bonapartes von der Insel Elba
- Alphons von Stockum-Sternfels (1796–1857), Kgl. Bay. Generalmajor und Kommandant der Festung Germersheim
- Georg Friedrich Blaul (1809–1863), Dekan und Pfarrer, und dessen Sohn Guido Blaul (1838–1863), Vikar
- Friedrich Carl von Busschemünch (1815–1849), Kgl. Preußischer Rittmeister
- Ernst Wündisch (1821–1908), Pfarrer und Dekan, Ehrenbürger der Stadt Germersheim
- Adam Disqué (1828–1900), Landgerichtsdirektor, Kgl. Oberamtsrichter i. R.
- Theodor Graf von Holnstein (1839–1913), Oberstleutnant a. D., und dessen Frau Anna Gräfin von Holnstein (1854–1912)
- August Keiler (1842–1925), Oberlehrer a. D. und Mundartdichter
- Eugen Sauer (1879–1961), Dekan und Geistlicher Rat, Ehrenbürger der Stadt Germersheim
- Eugen von Weissmann (1892–1951), General der Luftwaffe
- Hermann Lichtenberger (1892–1959), Generalmajor a. D.

Dazu kommen noch ein französisches Denkmal für den Krieg 1870/71, deutsche Kriegsgräber beider Weltkriege, ein Denkmal für das 17. Infanterie-Regiment „Orff“, welches in der Festung Germersheim stationiert war, ein russisches Ehrenfeld und das Friedhofskreuz mit einer Inschrift in deutscher und lateinischer Sprache.
Außerdem bestand bis 2007 das sog. Grab der Liebenden für Lina Erne (1881–1905) und deren Verlobten Jakob Wolz (1878–1905), beide am Martinstag desselben Jahres verstorben. Nachdem seine Verlobte infolge einer Abtreibung verstorben war, verübte Jakob Wolz Selbstmord, beide wurden im selben Grab beigesetzt. Im Jahr 2007 wurde der Grabstein entfernt, nachdem keine Grabgebühren mehr bezahlt worden waren. Das Grab existiert noch als Beet mit einer Abbildung der ehemaligen Grabstätte.
Auch der beim Fall Rouzier ermordete Emil Müller (1905–1926) wurde auf dem Friedhof beerdigt, sein Grab ist aber nicht mehr erhalten.
Die Stadt Germersheim bietet unregelmäßig Führungen über die historische Friedhofsanlage an.